# Paul Radin
Paul Radin, född 12 april 1883 i Łódź i Polen, död 21 februari 1959 i New York, var en av 1900-talets mest inflytelserika amerikanska antropologer.
Radin föddes i Polen som son till rabbinen Adolf M. Radin som i slutet av 1800-talet emigrerade till USA med sin familj. Paul återvände dock till Polen och tog 1902 sin akademiska grundexamen vid universitetet i Łódź. Efter ytterligare studier vid olika europeiska universitet reste han tillbaka till USA för att 1911 doktorera vid Columbia University där han var elev till Franz Boas och studiekamrat till Edward Sapir som inspirerade honom till språkvetenskapliga studier.
Efter disputationen undervisade Radin antropologi bland annat vid University of California Berkeley, Cambridge, University of Chicago,  Kenyon High School och Black Mountain College. Han utsågs till innehavare av Samuel Rubin-professuren vid  Brandeis University vilket innebar att han ledde undervisningen och forskningen i antropologi vid Brandeis. 
Till grundutbildningen var Radin egentligen etnolog men hans mångåriga fältarbete med ojibwaer och winnebagoer ledde hans arbete successivt allt mer i riktning mot socialantropologi med ett starkt inslag av språk- och bregreppsanalyser. Han var mycket intresserad av hur de amerikanska urinvånarnas föreställningsvärldar och deras begreppsliga beskrivning av dem hängde ihop med deras faktiska historiska erfarenheter. Bland annat trodde Radin sig kunna identifiera olika tidsskikt i winnebagoernas gudavärld, där det senaste hade mer eller mindre tydlig påverkan av tidiga kristna missionsförsök. Han utvecklade som ett resultat av sina fältstudier en stark vetenskaplig kritik mot sina mindre vetenskapliga föregångare, framför allt James Owen Dorsey.

## Radins skrifter (urval)
- Literary Aspects of North American Mythology (1915)
- The Winnebago Tribe (1923), nytryck 1990.
- Crashing Thunder: The Autobiography of an American Indian (1926)
- Primitive Man as a Philosopher (1927)
- Social Anthropology (1932)
- The Method and Theory of Ethnology: An Essay in Criticism (1933)
- The Racial Myth (1934)
- Primitive Religion: Its Nature and Origin (1937)
- The Road of Life and Death: A Ritual Drama of the American Indians (1945)
- Winnebago Culture as Described by Themselves (1949-50)
- The World of Primitive Man (1953)
- The Trickster: A Study in Native American Mythology (1956)

## Övriga källor
- Diamond, Stanley (red), Culture in History: Essays in Honor of Paul Radin (New York 1960)